# Leopold Becker
Hans Leopold Becker (23. September 1904 in Koblenz; Mai 1977) war ein deutscher Politiker der Ost-CDU. Er war Landtagsabgeordneter, Landesminister und Landesvorsitzender seiner Partei in Sachsen-Anhalt und Abgeordneter der DDR-Volkskammer.
Leopold Becker war der erstgeborene Sohn des Oberpostinspektors August Becker und laut Spiegel „kleinbürgerlicher“ Herkunft. Nach dem Abitur an einem humanistischen Gymnasium 1924 studierte er Rechtswissenschaft in Bonn, Köln und Marburg. Seine berufliche Laufbahn begann Becker mit einem einjährigen Verwaltungsdienst beim Oberbürgermeister von Koblenz. Anschließend war er Verwaltungskaufmann in der Industrie, zuerst bei der Düsseldorfer Stahlunion-Export GmbH, dem Auslandshandel der Vereinigten Stahlwerke, ab 1936 bei den Ringsdorff-Werken in Mehlem (Bad Godesberg). 1939 wurde er nach Mitteldeutschland versetzt.
Politisch schloss er sich dem Windthorstbund an, der Jugendvereinigung der Zentrumspartei, und gehörte ihm bis zu seiner Auflösung 1933 an. Nach eigenen Angaben war er im April 1945 nach dem Ende des NS-Regimes Mitgründer eines „demokratischen Klubs“ in Köthen. Dort wurde er in der Nachkriegszeit Stadtrat und Sozialdezernent. Von der Einrichtung 1946 bis zur Auflösung 1952 gehörte er dem Landtag von Sachsen-Anhalt an und war ab 1948 Mitglied des ostdeutschen Parlaments, zuerst des ersten und zweiten Volksrates der SBZ und ab 1949 der provisorischen und dann der ersten regulären Volkskammer. Als Vorsitzender der CDU-Landtagsfraktion ab 1949 sorgte er für Linientreue, etwa, als Anfang 1950 zunehmend Abgeordnete der CDU und der LDP aus den jeweiligen Fraktionen austraten und sich der neugegründeten Fraktion der Mitte anschlossen. Becker setzte sich im Ältestenrat des Landtags dafür ein, ihr als politisch „unzuverlässig“ den Fraktionsstatus abzuerkennen, während er die CDU als „fortschrittlich“ „im Sinn der Blockpartei“ kennzeichnete. Gemeinsam mit Erich Fascher und Otto Nuschke verhinderte er 1950 offenen Protest von CDU-Abgeordneten gegen die irreguläre Verlängerung der Legislaturperiode des Landtags.
Die Absetzung und Verhaftung des bisherigen CDU-Landesministers Leo Herwegen zur Vorbereitung eines „stalinistischen Schauprozesses“ im Oktober 1949 eröffnete Becker die Chance zum weiteren Aufstieg. Er stimmte – wohl aus persönlicher Animosität – für dessen Entlassung. Am 28. Oktober 1949 wurde er als Nachfolger Herwegens Landesminister für Arbeit, Sozialfürsorge und Gesundheit im Kabinett Bruschke I. Vom erzwungenen Rücktritt Erich Faschers am 10. Februar bis zur Übergabe an Josef Wujciak am 4. Juni 1950 war Becker zudem kommissarischer Vorsitzender der CDU Sachsen-Anhalt, nachdem er längere Zeit zweiter Vorsitzender gewesen war. Sein Amt als Minister behielt er bis Bildung der neuen Landesregierung im November 1950. Nach der Bildung der Bezirke in der DDR 1952 war Becker bis zum Eintritt in den Ruhestand 1969 Geschäftsführer der Industrie- und Handelskammer in Wernigerode. Becker war von 1958 bis 1976 Abgeordneter des Bezirkstages Magdeburg. Seinen Ruhestand verbrachte er in Wernigerode und starb im Alter von 72 Jahren.
Die Historikerin Christina Trittel urteilt, Becker sei „zwar streng katholisch, im SED-Deutsch aber fortschrittlich genug“ gewesen, um seine Aufstiegsmöglichkeiten in der DDR-Politik zu nutzen. Becker wurde 1959 mit dem Vaterländischen Verdienstorden in Bronze und 1970 in Silber ausgezeichnet.